# Mompha brevivittella
Mompha brevivittella is een vlinder uit de familie van de wilgenroosjesmotten (Momphidae). De wetenschappelijke naam van de soort is voor het eerst geldig gepubliceerd in 1864 door Brackenridge Clemens.
Clemens noemde soort oorspronkelijk Wilsonia brevivittella. Het was de eerste soort in een nieuw geslacht Wilsonia; de naam was een eerbetoon aan Thomas Bellerby Wilson uit Philadelphia, een van de stichters van de American Entomological Society. Die naam Wilsonia was echter reeds in 1838 gebruikt door Karel Lucien Bonaparte voor een geslacht van vogels (dit geslacht is later opgeheven). Ronald W. Hodges et al. beschouwden in hun Check List of the Lepidoptera of America North of Mexico uit 1983 Wilsonia als een junior synoniem van Mompha Hübner, [1825].